# 큰집박쥐
큰집박쥐(Hypsugo savii)는 애기박쥐과에 속하는 박쥐의 일종이다. 대구양박쥐 또는 쇠박쥐라는 이름으로도 불린다. 북서 아프리카부터 지중해 지역을 거쳐 중동까지 지역에서 발견된다. 밤에 날아다니는 곤충을 먹는다. 여름에는 나무 껍질 밑과 나무 구멍 속, 오래된 건물, 바위 틈에 매달려 생활하지만, 겨울에는 동굴과 지하 공간 그리고 깊은 바위 틈과 같은 좀더 따뜻한 곳에서 생활한다.

## 특징
큰집박쥐는 작은 박쥐로 몸길이가 44-51mm이고, 전완장(팔꿈치부터 손목까지)이 32-38mm이다. 몸무게는 7.4-9.9g 정도이다. 귀는 짧은 이주와 함께 넓고 둥글며, 가운데가 가장 넓고 둥근 끝으로 갈수록 좁아진다. 얼굴과 귀, 날개 비막은 검다. 머리와 몸 상체는 진한 갈색의 짧은 털이 나 있고, 턱과 목 그리고 가슴쪽과 함께 하체는 등쪽과는 아주 대조적으로 연한 색을 띤다. 꼬리는 둥글고, 근연종들보다 오히려 길다.